# Estrilda
Estrilda – rodzaj ptaków z podrodziny astryldów (Estrildinae) w obrębie rodziny astryldowatych (Estrildidae).

## Rozmieszczenie geograficzne
Rodzaj obejmuje gatunki występujące w Czarnej Afryce i południowo-zachodnim Półwyspie Arabskim.

## Morfologia
Długość ciała 9–13 cm; masa ciała 5–11 g.

## Systematyka
Rodzaj zdefiniował w 1827 roku angielski zoolog William Swainson w artykule poświęconym opisowi kilku grup i form w ornitologii, opublikowanym w czasopiśmie The Zoological Journal. Gatunkiem typowym jest (oryginalne oznaczenie) astryld falisty (E. astrild).

### Etymologia
Estrilda: epitet gatunkowy Loxia astrild Linnaeus, 1758; brak jednoznacznego wyjaśnienia pochodzenia słowa astrild. Autor opisu taksonu sugerował, że nazwa pochodzi od niemieckiego lub holenderskiego określenia stosowanego dla ptaków z rodziny astryldowatych. Jednakże wyraźnie rozsierdzony Reichenbach w 1849 pisał, że nazwa Estrelda (od astrild), nie występuje ani w łacinie, ani w angielskim, ani żadnym innym języku, i surowo ganił językowo biegłych autorów, którzy narzucali tę nazwę społeczności naukowej.

### Podział systematyczny
Do rodzaju należą następujące gatunki:
- Estrilda poliopareia Reichenow, 1902 – astryld nigeryjski
- Estrilda paludicola Heuglin, 1863 – astryld bagienny
- Estrilda melpoda (Vieillot, 1817) – astryld złotolicy
- Estrilda rhodopyga Sundevall, 1850 – astryld czerwonoskrzydły
- Estrilda rufibarba (Cabanis, 1851) – astryld arabski
- Estrilda troglodytes (M.H.C. Lichtenstein, 1823) – astryld czarnorzytny
- Estrilda astrild (Linnaeus, 1758) – astryld falisty
- Estrilda nonnula Hartlaub, 1883 – astryld białobrzuchy
- Estrilda atricapilla J. Verreaux & E. Verreaux, 1851 – astryld czarnogłowy